# Dolní Brusnice
Dolní Brusnice är en ort i Tjeckien. Den ligger i den nordöstra delen av landet, 100 km öster om huvudstaden Prag. Dolní Brusnice ligger 365 meter över havet och antalet invånare är 328.
Terrängen runt Dolní Brusnice är kuperad åt sydost, men åt nordväst är den platt.Runt Dolní Brusnice är det tätbefolkat, med 266 invånare per kvadratkilometer. Närmaste större samhälle är Trutnov, 17,4 km nordost om Dolní Brusnice. I omgivningarna runt Dolní Brusnice växer i huvudsak blandskog.